# Hall of Fame Tennis Championships 1988
L'Hall of Fame Tennis Championships 1988 è stato un torneo di tennis giocato sull'erba dell'International Tennis Hall of Fame di Newport negli Stati Uniti. È stata la 13ª edizione del torneo maschile, che fa parte del Nabisco Grand Prix 1988 e l'11ª edizione del torneo femminile che fa parte della categoria Tier IV nell'ambito del WTA Tour 1988. Il torneo maschile si è giocato dal 4 al 10 luglio, quello femminile dall'11 al 17 luglio 1988.

## Campioni

### Singolare maschile
Wally Masur ha battuto in finale  Brad Drewett con il punteggio di 6–2, 6–1

### Singolare femminile
Lori McNeil ha battuto in finale  Barbara Potter con il punteggio di 6–4, 4–6, 6–3

### Doppio maschile
Kelly Jones /  Peter Lundgren hanno battuto in finale  Scott Davis /  Dan Goldie con il punteggio di 6–3, 7–6

### Doppio femminile
Rosalyn Fairbank /  Barbara Potter hanno battuto in finale  Gigi Fernández /  Lori McNeil con il punteggio di 6–4, 6–3